# Грачёв, Сергей Иванович
Сергей Иванович Грачёв (род. 5 февраля 1953, село Шемаха, Нязепетровский район, Челябинская область) — российский политический деятель. Председатель Законодательного собрания Оренбургской области.

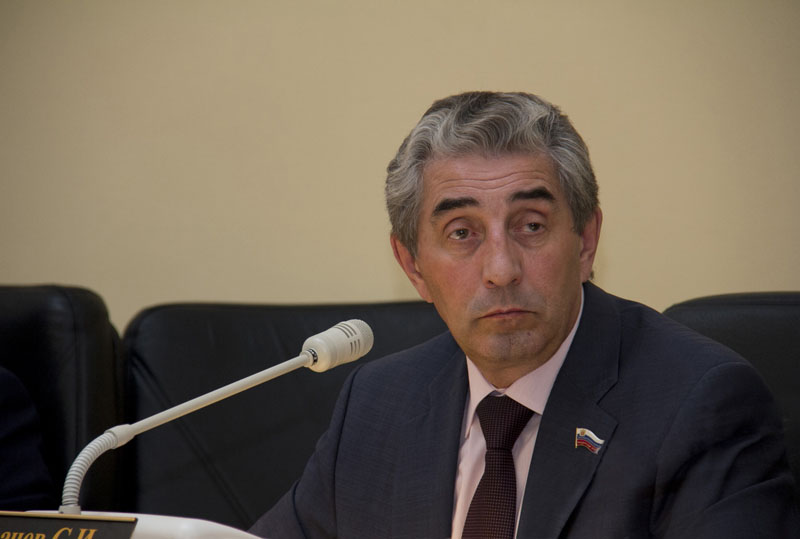
Грачёв Сергей Иванович

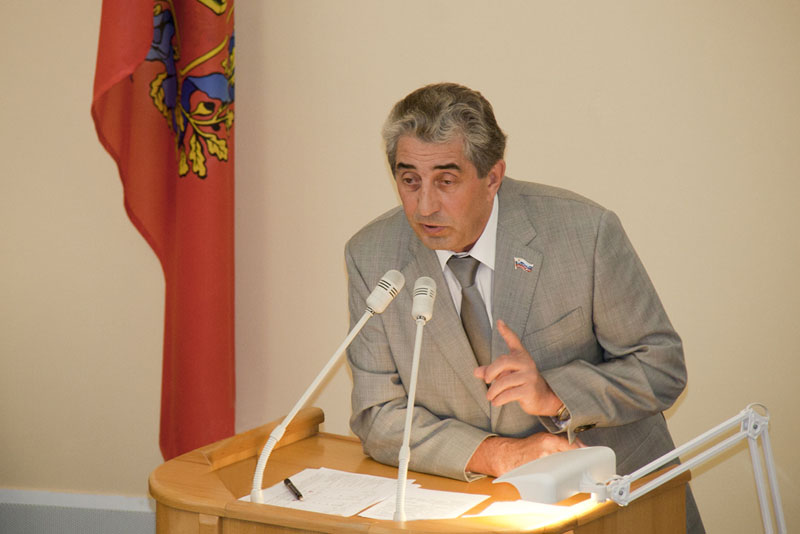
Грачёв Сергей Иванович

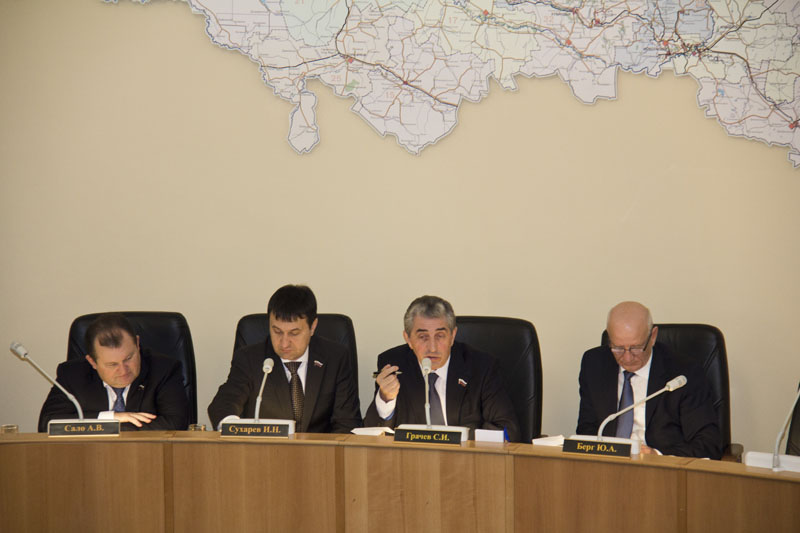
Президиум заседания Законодательного собрания Оренбургской области

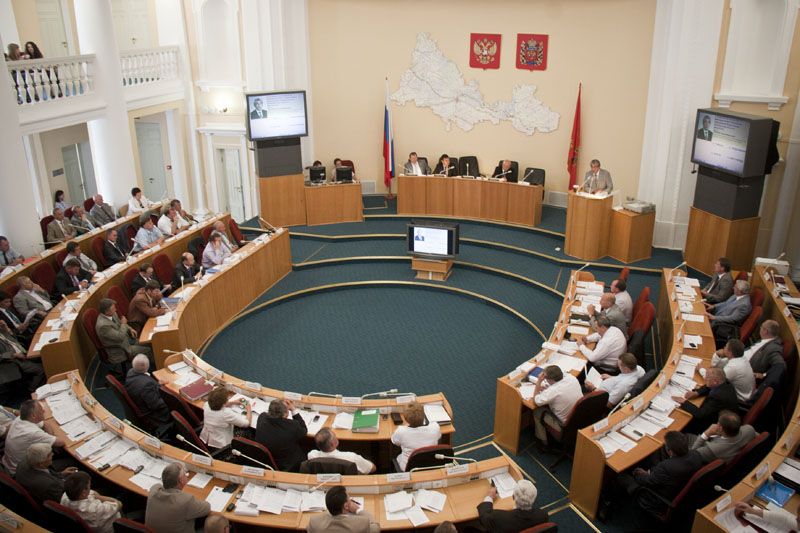
Зал заседаний Законодательного собрания Оренбургской области

## Биография
Родился 5 февраля 1953 года в селе Шемаха Нязепетровского района Челябинской области.

## Образование
В 1975 году окончил Уральский политехнический институт (г. Свердловск) по специальности «Технология электрохимических производств». Автор ряда научных публикаций, кандидат технических наук.

## Работа
- С 1975 по 1988 гг. — инженер-технолог, старший мастер, начальник отдела, начальник цеха, главный металлург ПО «Стрела», г. Оренбург
- С 1988 по 1990 гг. — секретарь парткома ПО «Стрела», г. Оренбург
- С 1990 по 1992 гг. — начальник центрального производства товаров народного потребления ПО «Стрела», г. Оренбург
- С 1992 по 1999 гг. — заместитель генерального директора по экономическим вопросам ПО «Стрела», г. Оренбург
- С 1999 по 2001 гг. — главный инженер — первый заместитель генерального директора ПО «Стрела», г. Оренбург
- С 2001 по 2003 гг. — генеральный директор ФГУП "ПО «Стрела».

## Государственная служба
- В 2003—2005 гг. — первый заместитель главы администрации области — начальник управления по промышленности, транспорту и связи
- В 2005—2009 гг. — первый вице-губернатор — первый заместитель председателя Правительства.
- В 2009—2010 гг. — председатель Правительства — первый вице-губернатор Оренбургской области
- 24 марта 2011 года избран председателем Законодательного собрания Оренбургской области пятого созыва
- 30 марта 2012 года избран координатором Ассоциации законодательных (представительных) органов государственной власти субъектов Российской Федерации Приволжского федерального округа[1]
- Член Совета законодателей Российской Федерации при Федеральном собрании Российской Федерации
- Член Правления РСПП, председатель Правления Оренбургского областного союза промышленников и предпринимателей (работодателей).
- В 2003 году удостоен почётного звания «Заслуженный машиностроитель Российской Федерации». В 2013 году награждён орденом Дружбы[2].

## Семейное положение
Женат, имеет двоих детей, четверых внуков.